# ذي سخم (مذيخرة)

تعديل مصدري - تعديل

ذي سخم محلة تابعة لقرية الشرقي، التابعة لعزلة الاشعوب بمديرية مذيخرة إحدى مديريات محافظة إب في الجمهورية اليمنية، بلغ تعداد سكانها 187 حسب تعداد اليمن لعام 2004.